# NGC 4640B
NGC 4640B (другие обозначения — NPM1G +12.0331, PGC 214021) — линзообразная галактика (S0) в созвездии Дева.
Этот объект не входит в число перечисленных в оригинальной редакции «Нового общего каталога» и был добавлен позднее.